# Erdgasquelle von Hamburg-Neuengamme
Die Erdgasquelle von Hamburg-Neuengamme ist ein Erdgasvorkommen, das 1910 in Hamburg-Neuengamme bei Bohrungen nach Grundwasser erschlossen wurde. Durch die Bohrung kam es zu einem explosiven Gasausbruch, der mit einer charakteristischen Flamme, dem Flammenkreuz von Neuengamme verbunden war. Das war der Auslöser für die Anreise von Schaulustigen und einen regen frühen Katastrophentourismus. Es folgte die erste kommerzielle Nutzung eines Erdgasvorkommens in Deutschland. Der Erdgasfund war Auslöser für weitere Bohrungen nach Erdgas und insbesondere nach Erdöl in der Region.

Hamburg-Neuengamme

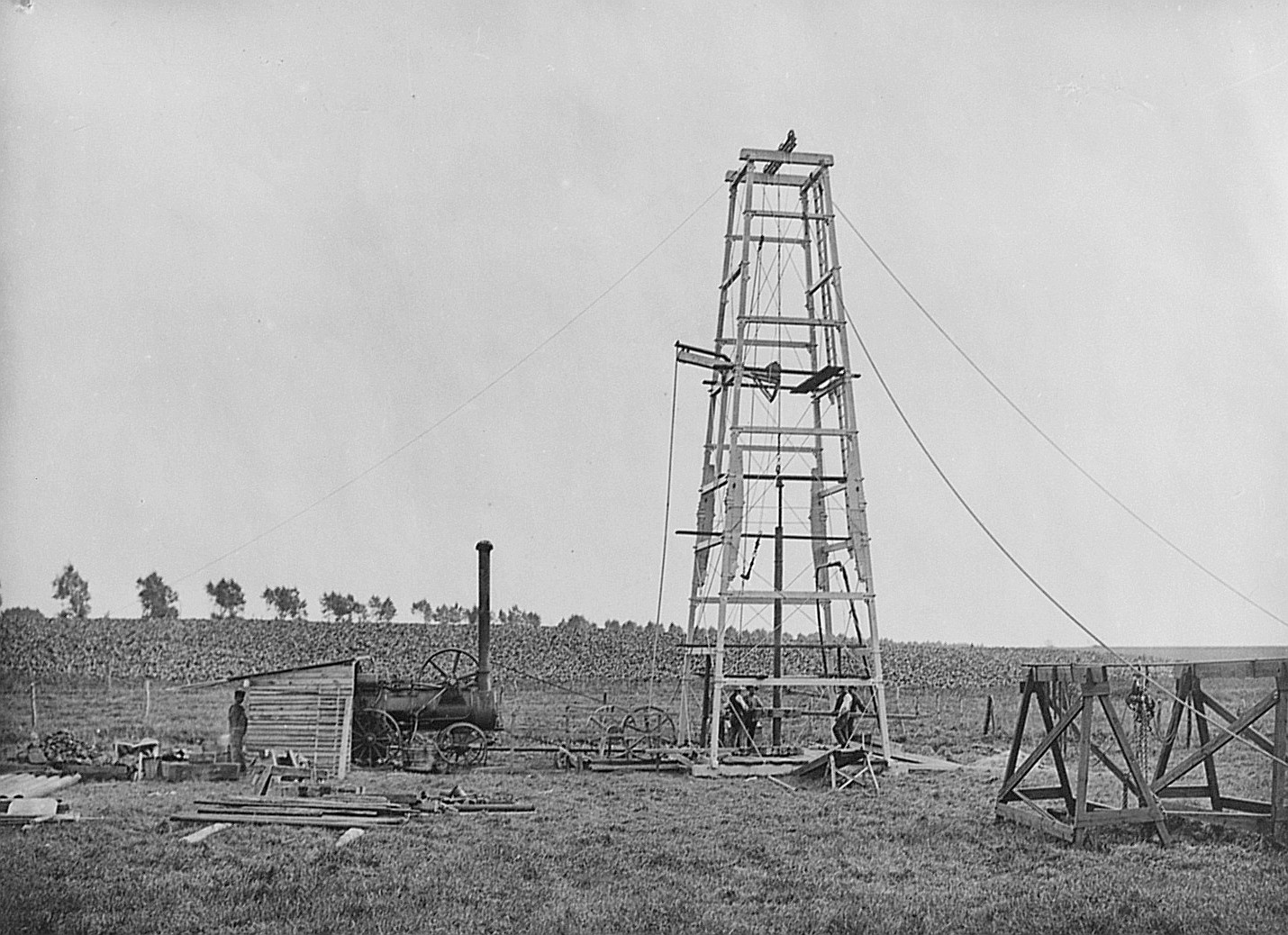
Bohrturm mit Lokomobile – so wurde Anfang 1900 gebohrt

## Erdgasquelle von Neuengamme
In Hamburg-Neuengamme im Bezirk Bergedorf führten die Hamburger Wasserwerke 1910 auf einem Feld gegenüber vom Kirchwerder Landweg 108/112 (geogr.Koordinaten:10.187838/53.454565) Probebohrungen zur Trinkwassersuche durch. In den Vier- und Marschlanden wurden solche Tiefbohrungen abgeteuft, um Hamburg von aufbereitetem Elbwasser unabhängig zu machen. Zuvor wurde hierzu schon das Grundwasserwerk Billbrook in Betrieb genommen.
Am 3. November 1910 stieß man in ca. 250 m Tiefe auf eine Erdgas führende Schicht. Unter hohem Druck von 27 bar traten zuerst Wasser und Schlamm und am 4. November Gas zutage. Wenige Stunden später fing das aus dem Bohrloch strömende Gas Feuer, vermutlich ausgelöst durch Funkenflug aus dem Kesselfeuer einer in der Nähe befindlichen Lokomobile, einem dampfgetriebenen Baufahrzeug. Aus dem Bohrkopf schossen Stichflammen, die durch den kreuzförmigen Ansatz des Bohrrohres in Form eines Kreuzes austraten – 5 m hoch und je 15 m zu den Seiten, was man in der Presse als Flammenkreuz von Neuengamme bezeichnete. Der hölzerne Bohrturm brannte ab und auch in der Umgebung befindliche Maschinen wurden Opfer der Flammen.

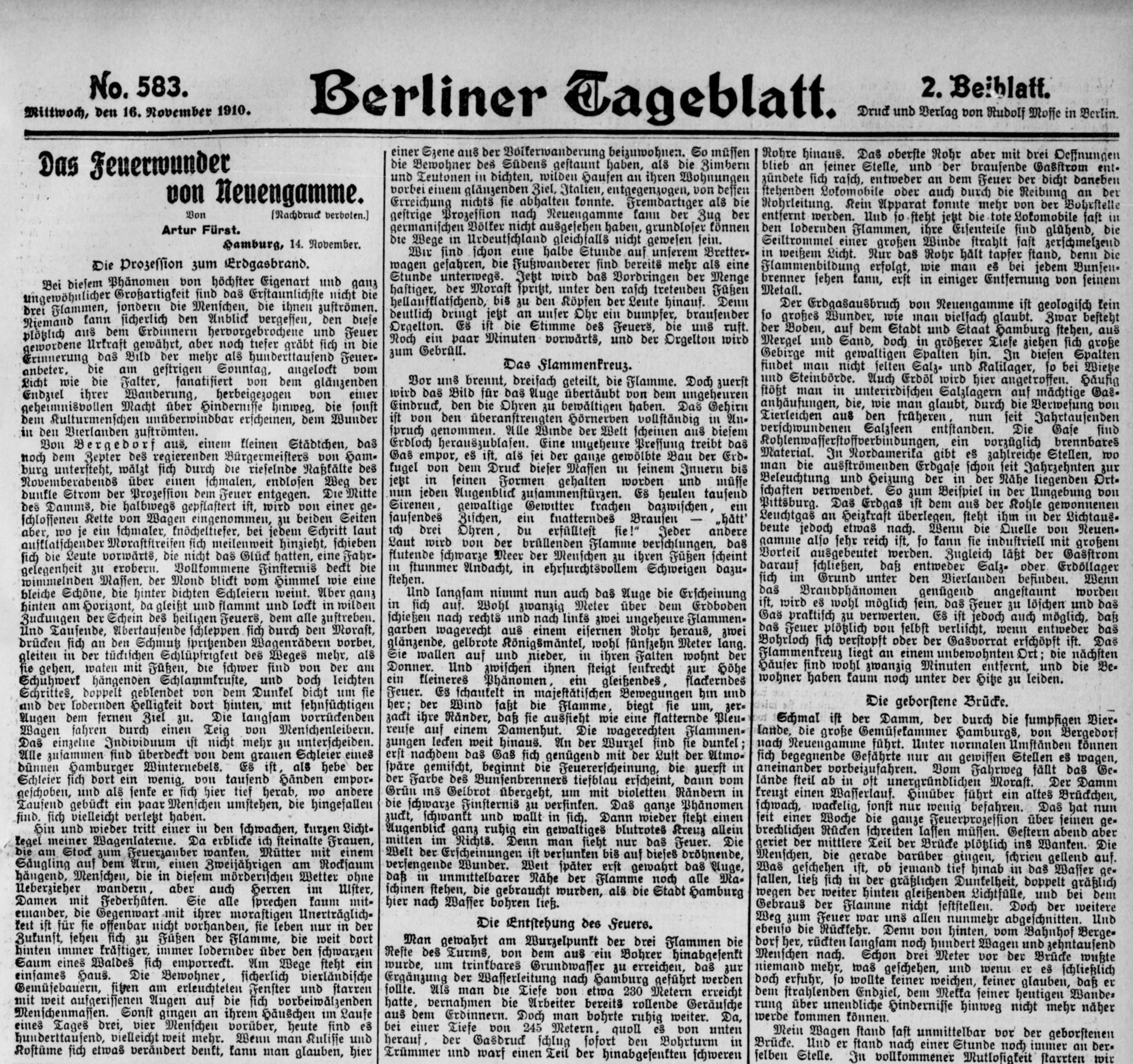
Berliner Tageblatt 16.11.1910, Seite 9
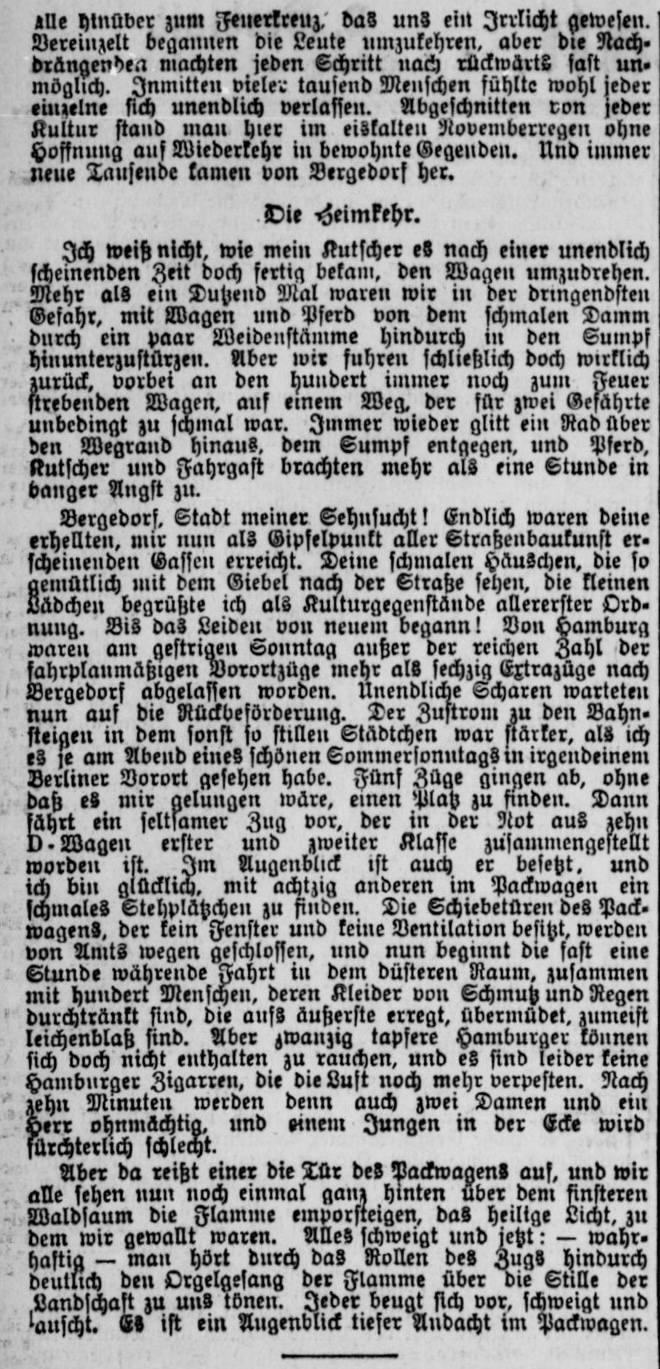
Berliner Tageblatt 16.11.1910, Seite 10

Das Bild des Flammenkreuzes ging um die Welt, es wurden rasch große Mengen von Postkarten publiziert, die den Brand mit Bildern dokumentierten und z. T. auch mit erläuterndem Text versehen waren.
| Verlag / Text Vorderseite – Rückseite | Vorderseite | Rückseite |
| --- | ----------- | --------- |
| Wäger, Altona kein Text |             |           |
| Verlag Kumm, Hamburg, Nr.2 Erdgasbrand in Neuengamme bei Bergedorf kein Text |             |           |
| Peters, Bergedorf kein Text |             |           |
| Verlag Kumm, Hamburg, Nr.3 Erdgasbrand in Neuengamme bei Bergedorf kein Text |             |           |
| Verlag Kumm, Hamburg Erdgasbrand in Neuengamme b. Bergedorf kein Text |             |           |
| Phot.Atelier Schaul, Verlag Stoltze, Hamburg Erdgasbrand in Neuengamme bei Bergedorf Bei einer Bohrung auf Grundwasser stieß man in einer Tiefe von 245 Meter auf Gas. Dieses strömte aus und ent- zündete sich. Drei mächtige Stich- flammen entsteigen nach verschiedenen Richtungen dem Erdboden. Die mittlere hat eine Höhe von 5 Meter, die beiden seitlichen eine Länge von ca. 15 Meter. Man schätzt den Druck auf mindestens 50 - 60 Atmosphären. Das Geräusch ist im Umkreise von 2 Meilen zu hören. |             |           |
| Verlag W.Nölting, Phot.Atelier Schaul, Hamburg Die Entzündung von Erdgas in Neuen- gamme-Kirchwärder bei Bergedorf. Aufgenommen am Abend des 6. November 1910. Entstand durch Bohrung in Tiefe von 247 Meter. Dauer unbestimmt. In nächster Nähe der Flammen dampft das Wasser im Graben infolge der unerträglichen Hitze. Das Getöse ist meilenweit hörbar und so laut, daß man sich durch das lauteste Schreien nicht verständigen kann. |             |           |
| Verlag Peters, Bergedorf Erdgasbrand in Neuengamme Derselbe entstand beim Bohren nach Wasser für die Stadt Hamburg am 4. Nov. 1910 aus einem Bohrloch von 247 Meter Tiefe. Der Ausbruch des Kohlenwasserstoffgases erfolgt unter ungeheurem Getöse bei circa 25 Atmosphären Druck. |             |           |
| Verlag Wobbe, Bergedorf Erdgasbrand in Neuengamme bei Bergedorf Bei einer Bohrung auf Grundwasser stieß man in einer Tiefe von 245 Meter auf Gas. Dieses strömte aus und entzündete sich. Zur Zeit entsteigen zwei mächtige Stich- flammen den Bohrröhren; die nach oben gerichtete hat eine Höhe von ca. 3 Meter, die seitliche eine Höhe von ca. 15 Meter. Man schätzt den Druck auf mindestens 60 Atmosphären. Das Geräusch ist im Umkreise von 2 Meilen zu hören. |             |           |
| Verlag Glückstadt, Hamburg Die Erdgasquelle in Neuengamme bei Hamburg am Freitag, 4. I1. 1910 in Brand geraten. Bohrtiefe 247 Meter. Der Gasdruck wird auf 50-60 Atmo- sphären geschätzt. Die einzelnen Flammen züngeln bis auf 20 Meter in die Luft. Das Getöse ist so stark, dass dem Beschauer in Entfernung v. 50 Metern hören u. sprechen vergeht. Das Wasser im nahen Graben verdampft und der Gasdruck verursacht ein Beben der ganzen Umgebung. |             |           |
| Verlag Kumm, Hamburg Der Erdgasbrand in Neuengamme (Vierlanden) bei Bergedorf. (Bei Sturm aufgenommen.) Bei den Bohrungen nach Wasser entzündeten sich am 4. November 1910 die bei einer Bohrtiefe von 245 Metern ausströmenden Erdgase. Der Druck des Gases wird auf ca. 50 bis 60 Atm. geschätzt, die Länge der Flammen auf ca. 16 bis 20 Meter. Das Getöse ist meilenweit hörbar. |             |           |
| Phot.Atelier Schaul, Hamburg, Verlag Wobbe, Bergedorf Erdgasbrand in. Neuengamme bei Bergedorf. Bei einer Bohrung auf Grundwasser stiess man in einer Tiefe von 245 Meter auf Gas. Dieses strömte aus und ent- zündete sich. Drei mächtige Stich- flammen entsteigen nach verschiedenen Richtungen dem Erdboden. Die mittlere hat eine Höhe von 5 Meter, die beiden seitlichen eine Länge von ca. 15 Meter: Man schätzt den Druck auf mindestens 50-60 Atmosphäre. Das Geräusch ist im Umkreise von 2 Meilen zu hören. Die Brandstelle ist vom Bahnhof Berge- dorf in ¾ Stunden zu erreichen. Es ist Fahrgelegenheit vom Gasthaus „Zur Sonne“ nach Neuengamme vorhanden. |             |           |
| Verlag Kumm, Hamburg, Nr.4 Der Erdgasbrand in Neuengamme (Vierlanden) bei Bergedorf. Bei den Bohrungen nach Wasser entzündeten sich am 4. November 1910 die bei einer Bohrtiefe von 245 Metern ausströmenden Erdgase. Der Druck des Gases wird auf ca. 50 bis 60 Atm. geschätzt, die Länge der Flammen auf ca. 16 bis 20 Meter. Das Getöse ist meilenweit hörbar. |             |           |
| Phot.Atelier Schaul, Hamburg Erdgasbrand in Neuengamme Beim Bohren nach Grundwasser stiess man bei ca. 245 m Tiefe auf Gas, welches sich beim Ausströmen entzündete. Drei kolossale Stichflammen entsteigen dem Erdboden nach verschiedenen Seiten. Die Höhe der mitt- leren Flamme beträgt 5 der beiden seitlichen je 15 -20 m Der Druck beträgt schätzungsweise über 50 Atmosphären. Ein starkes Getöse hört man bis zu 2 Meilen Entfernung. Der Weg zur Brandstelle be- trägt vom Bergedorfer Bahnhof ca. ¾ Std jedoch fährt man per Wagen oder Motor- boot in kürzerer Zeit hin.                                                                                     |             |           |
| Knackstedt, Hamburg Die brennenden Gase in Neuengamme vom 4. Novbr. 1910 kein Text |             |           |

Das führte zu einem sehr starken Interesse der Öffentlichkeit, sodass Schaulustige, teilweise mit Sonderzügen anreisend, das Ereignis live sehen wollten, eine frühe Form von Katastrophentourismus. In der Bibliothek des Archiv Ludwig Uphoff ist eine Veröffentlichung zu den Ereignissen vom 3./4. November 1910 mit dem Titel "Naturgewalten" zu finden und gibt ein anschauliches Stimmungsbild der damaligen Ereignisse wieder.
Am 21. November gelang es der Hamburger Firma Maihak einen Seitenarm des Feuers zu löschen, am 24. November konnten auch die beiden anderen Säulen gelöscht werden.
Zur Verwertung des Erdgasfundes wurde ab 1913 eine ca. 15 km lange Leitung zum Gaswerk Tiefstack verlegt. Dort wurde das gewonnene Erdgas dem bei der Koksherstellung gewonnenen Stadtgas als 20-prozentiger Anteil beigemischt. So wurde die Erdgasquelle bis 1930 wirtschaftlich genutzt und lieferte insgesamt ca. 250 Mio. m³. Das war die erste kommerzielle Nutzung eines Erdgasvorkommens in Deutschland.
Das gewonnene Erdgas hatte folgende Bestandteile
- 91,5 % Grubengas (Methan)
- 2,1 % schwere Kohlenwasserstoffe
- 1,5 % Sauerstoff
- 0,3 % Kohlensäure
- 4,6 % Stickstoff

Dieser Erdgasfund war auch deshalb Auslöser für weitere Bohrungen nach Erdgas und Erdöl in der Region und führte u. a. zum Aufschluss des NW-gelegenen und mit 256 Bohrungen erschlossenen Erdölfeldes Reitbrook. Heute spielt die Erdgasförderung dort keine Rolle mehr. Das 260 m tiefe Bohrloch mit der Bezeichnung „Neuengamme 15“ wurde 2002 verfüllt und mit einer Betonplatte verschlossen.

## Flammenkreuz von Neuengamme
Anlässlich des 100. Jahrestages der Explosion stellten 2010 der Bergedorfer Bürgerverein von 1847 und E.ON-Hanse eine grüne Erinnerungstafel auf. Darin wird mit folgendem Text über das Ereignis informiert:
„FLAMMENKREUZ von NEUENGAMME“

Erinnerungstafel von 2010

Bei Bohrungen nach Grundwasser zur

Versorgung Hamburgs stieß man

am 3. November 1910

in einem Neuengammer Feldstück

auf Erdgas. Dieses entzündete sich

am 4. November und brannte

bis es am 24. November endgültig

gelöscht werden konnte,

tagelang als sog. Flammenkreuz.

Danach begann man im Marschgebiet

mit der Erdöl- und Erdgasförderung.

Das alte und 260 m tiefe Bohrloch

„Neuengamme 15“ ist seit 2002 verfüllt.

Diese Tafel wurde am 4.11.2010 durch den Bergedorfer Bürgerverein von 1847 & die E.ON Hanse AG aufgestellt.

GK-Koordinaten: R 35.78982m, H 59.25425m

UTM-Koordinaten: 32N 578876 E, 5923494 N

(entspricht geogr.Länge/Breite: 10.187838 / 53.454565)

## Geologischer Untergrund im Gebiet von Neuengamme
Die Geologie im Raum Hamburg wird zusammenfassend beschrieben im Beitrag "Hamburgs geologischer Untergrund". Die Bohrung Neuengamme wurde über dem Scheitel des Salzstockes Reitbrook abgeteuft. In einem schematischen geologischen Schnitt nach Behrmann 1949 und Boigk 1981 findet man bis in etwa 200 m Tiefe pleistozäne und miozäne Ablagerungen, d. h. wechselnde Abfolgen von Ton, Löß, Schluff, Sande (Kaolinsande) und Schotter. In ca. 250 m Tiefe findet man den sog. Neugammer Gassand (datiert auf Tertiär/Oligozän) mit einigen 10er Metern Mächtigkeit, aus dem der Erdgasausbruch stammte. In ca. 500 m Tiefe findet sich eine eozäne Sandablagerung und in ca. 700 - 750 m werden die sog. Reitbrooker Schichten angefunden, eine etwa 50 m mächtiger Erdölhorizont. Der Salzstock Reitbrook ist bis in ca. 800 m Tiefe aufgestiegen, hierzu ist auch ein geologisches 3d-Modell des tiefen Untergrundes verfügbar und zeigt anschaulich die Lage der großen Salzstöcke in dieser Region. Im Mineralienatlas sind zur Lokalität Reitbrook weitere Literaturangaben und Weblinks aufgeführt.
Geologisches Profil der Bohrung Neuengamme 15, Kirchwerder Landweg 108
Die erste Beschreibung dieser Bohrung ist zu finden in den „Erläuterungen zur Geologischen Karte von Preußen und benachbarten Bundesstaaten, Königlich Preußische Geologische Landesanstalt, Blatt Bergedorf, 1912, S. 62-63“. Die zugehörige Geologische Karte 1 : 25000 von 1912 findet man als Neue Nr. 2527 Bergedorf / Geologische Karte.
Aktuelle Gliederung der jüngeren Erdzeitalter Tertiär und Quartär:
Das Quartär umfasst den Zeitraum von 1,8 Millionen Jahre bis heute
- Holozän 10.300 Jahre – "heute", eine veraltete Bezeichnung des Holozän ist Alluvium früher als „Zeitalter der Anschwemmungen“ klassifiziert
- Pleistozän 1,8 mya – 10.300 Jahre, eine veraltete Bezeichnung des Pleistozän ist Diluvium früher als „Zeitalter der Überschwemmungen“ klassifiziert

Das Tertiär begann am Ende der Kreidezeit vor ca. 65 Millionen Jahren und wurde definiert bis zum Beginn des Quartärs vor ca. 1,8 Millionen Jahren
- Pliozän 5 bis 1,8 mya
- Miozän 22,5 bis 5 mya
- Oligozän 37,5 bis 22,5 mya
- Eozän 53,5 bis 37,5 mya
- Paläozän 65 bis 53,5 mya

Die Bohrung Neuengamme 15 ist auch im NIBIS-Kartenserver der LBEG, Hannover zu finden, allerdings aufgrund ihrer Einordnung als sog. Kohlenwasserstoffbohrung (KW) mit Sperrvermerk. Die KW-Bohrungsdatenbank des LBEG enthält Titel- und Fachdaten von über 30.000 Bohrlöchern. Neben KW-Explorations- und Produktionsbohrungen sind darin auch zu anderen Zwecken niedergebrachten Tiefbohrungen sowie Versenkbohrungen enthalten.
Bohrungsname Neuengamme 15

ID: 	    30942

Kurzname: 	NGME 15

12stell.ID: 305958501501

LBEG-Archiv:0130190

Zugang: 	Gesperrt

Bohrbeginn: 28.08.1910

Bohrende: 	03.11.1910

Endteufe[m]:249,20

Rechtswert: 3578940,00

Hochwert: 	5925460,00

Ost: 	    32578837,98

Nord: 	     5923528,84
Bohrungsname Neuengamme 15 (2.)

ID: 	30943

Kurzname: 	NGME 15

12stelliger ID: 	305958501502

LBEG-Archiv: 	0130190

Zugang: 	Gesperrt

Bohrbeginn: 	15.06.1920

Bohrende: 	15.06.1920

Endteufe [m]: 	262,00

Rechtswert: 	3578940,00

Hochwert: 	5925460,00

Ost: 	32578837,98

Nord: 	5923528,84

## Fotogalerie Erdgas/Erdöl in der Region Hamburg

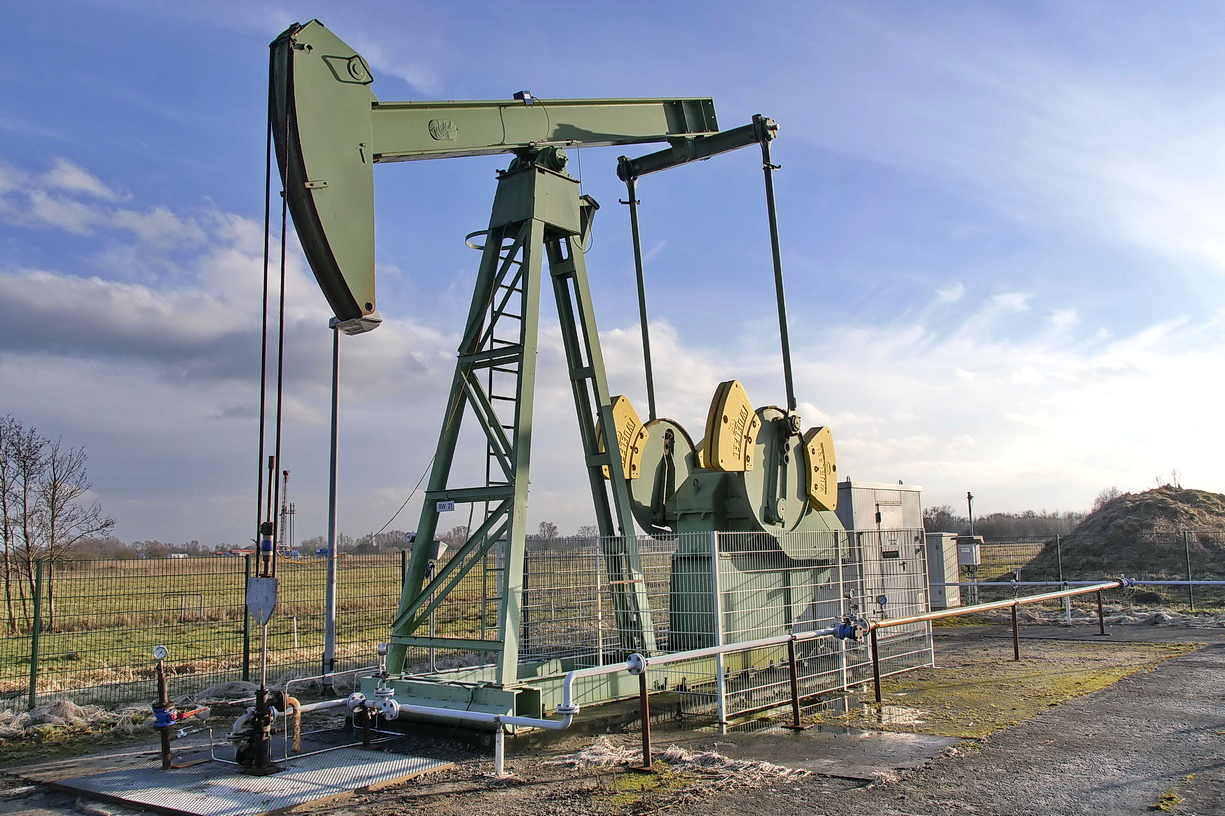
Erdölförderung mit Pferdekopfpumpen in den Hamburger Vier- und Marschlanden.
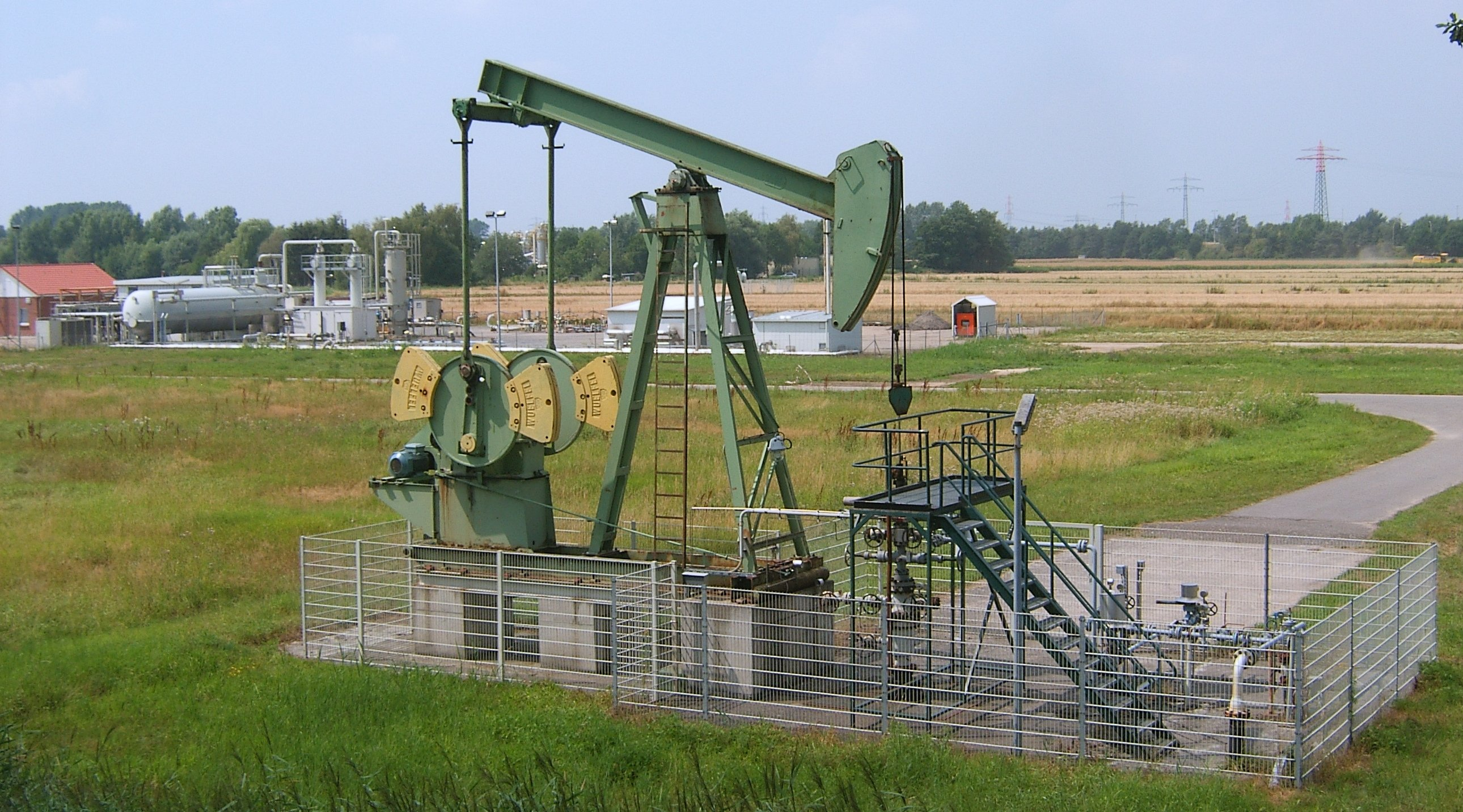
Hamburg, Altengamme, Erdgaslager
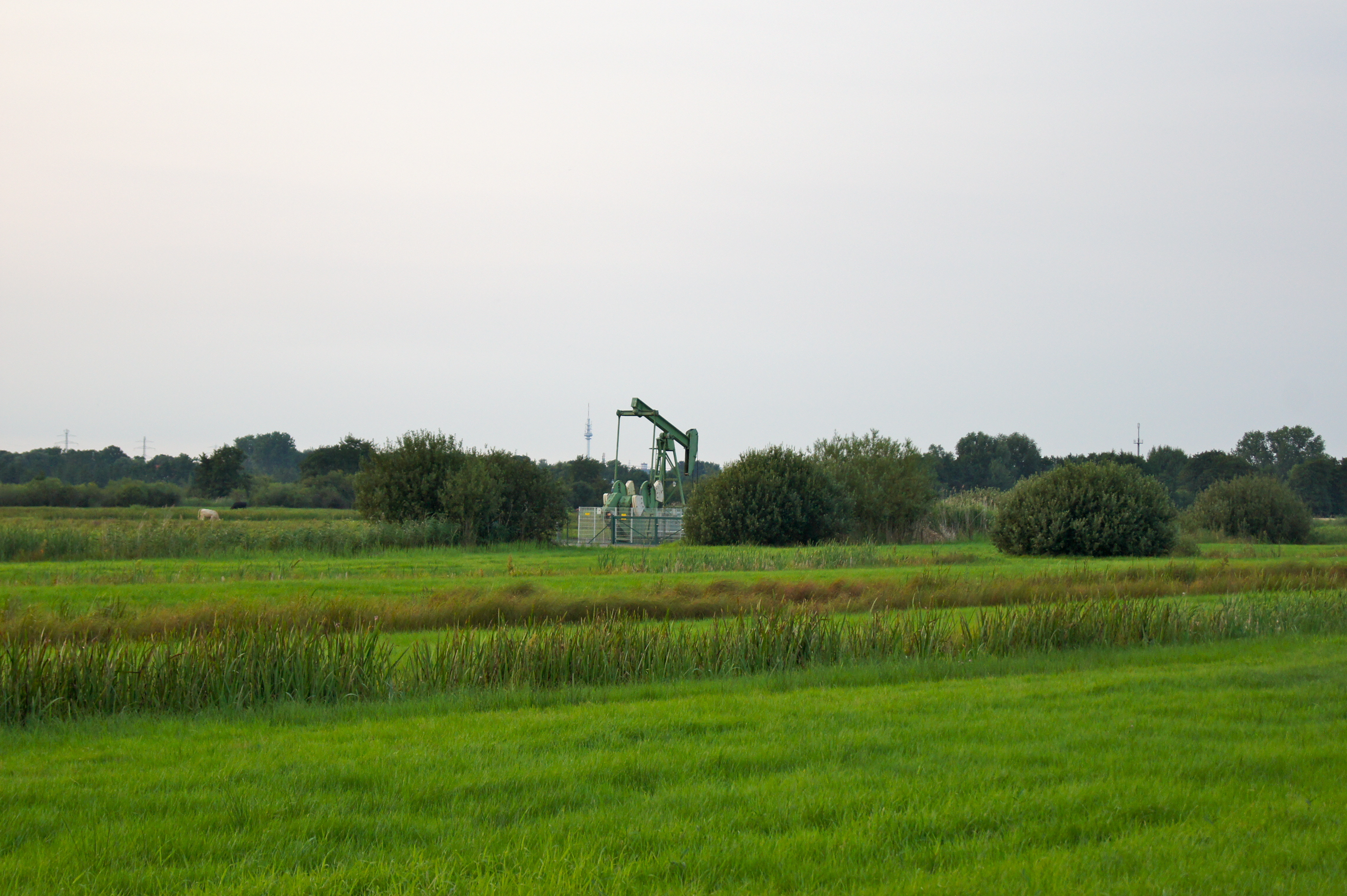
Tiefpumpe in den Kirchwerder Wiesen

## Pressespiegel
Im Deutschen Zeitungsportal gibt es eine Reihe von Digitalisaten von Berichten zu den Ereignissen in Neuengamme
- 16. November 1910 Berliner Tageblatt-Das Feuerwunder von Neuengamme[23]
- 25. November 1910 Mittelbadischer Courier[24]
- 22. November 1910 Jeversches Wochenblatt-Vermischtes[25]